# Andreaea australis
Andreaea australis là một loài rêu trong họ Andreaeaceae. Loài này được F. Muell. ex Mitt. mô tả khoa học đầu tiên năm 1856.